# Hatem Yaseen
Hatem Yaseen (arabisch حاتم ياسين, DMG Ḥātim Yāsīn; * 21. August 1986), je nach Schreibweise auch Hatem Yassen oder Hatem Yassin, ist ein ägyptischer Snookerspieler. Er gewann die Afrikameisterschaft 2015 und spielte danach zwei Jahre auf der Profitour. 2024 wurde er ein weiteres Mal Kontinentalmeister.

## Karriere
Hatem Yaseen begann erst mit 18 Jahren mit dem Snookerspielen, entwickelte sich aber trotzdem kontinuierlich zu einem der besten Spieler Ägyptens und Afrikas. Nachdem er 2007 ohne größeren Erfolg an der U21-Weltmeisterschaft teilgenommen hatte, nahm er ab 2010 einige Male an der afrikanischen Meisterschaft teil und erreichte bereits 2010 das Achtelfinale. Ende 2014 debütierte er bei der Amateurweltmeisterschaft, allerdings auch hier ohne größere Erfolge. Anschließend erreichte er 2015 das Finale der afrikanischen Kontinentalmeisterschaft und besiegte in diesem seinen Landsmann Mohamed Khairy mit 6:5. Durch den Sieg erhielt er die Startberechtigung für die nächsten beiden Saisons der Snooker Main Tour und wurde somit Profispieler. Allerdings blieb er sowohl in der Saison 2015/16 als auch in der Saison 2016/17 ohne einen einzigen Sieg bei den relativ wenigen Turnieren, an denen er teilnahm, und musste damit die Main Tour nach zwei Jahren ohne Erfolge wieder verlassen. Ein Jahr später versuchte er nochmals bei der afrikanischen Meisterschaft sein Glück, schied aber nach einem Sieg über Peter Francisco bereits im Achtelfinale aus.
Mehrere Jahre kam kein Turnier mehr zustande und auch bei anderen internationalen Turnieren kam er nicht sehr weit. Erst 2024 war er ein weiteres Mal bei der Afrikameisterschaft erfolgreich. In seinem zweiten kontinentalen Finale gewann er mit 6:5 auf Schwarz gegen seinen Landsmann Abdelrahman Shahin. Mit 38 Jahren bekam er daraufhin zum zweiten Mal ein Tourticket für zwei Jahre.

## Erfolge
| Ausgang         | Jahr | Turnier                         | Finalgegner        | Ergebnis |
| --------------- | ---- | ------------------------------- | ------------------ | -------- |
| Amateurturniere |      |                                 |                    |          |
| Sieger          | 2015 | ABSC-Snookerafrikameisterschaft | Mohamed Khairy     | 6:5      |
| Sieger          | 2024 | ABSC-Snookerafrikameisterschaft | Abdelrahman Shahin | 6:5      |